# Bârdești
Bârdești falu Romániában, Erdélyben, Fehér megyében.

## Fekvése
Szászavinc közelében fekvő település.

## Története
Bârdeşti korábban Szászavinc része volt. 1956 körül vált külön 210 lakossal.
1966-ban 141, 1977-ben 91, 1992-ben 21, 2002-ben pedig 12 román lakosa volt.